# Interkultur
Interkultur er et udtryk for det, der opstår, når to eller flere kulturer mødes og interagerer med hinanden. Personer fra forskellige kulturer kan have forskellige traditioner, synsvinkler, erfaringer, viden og livsanskuelse, alt afhængigt af hvilken kultur eller hvilke kulturer, personen måtte være opvokset i eller præget af. Interkultur er den “mellemliggende” hybridkultur, der skabes, når de forskellige kulturer smeltes sammen og danner et nyt (ofte hidtil uset) udtryk. 
Hvor ‘monokultur’ og ‘enhedskultur’ benyttes til at beskrive kulturel homogenitet, eksempelvis i et samfund eller i en by, og hvor ‘multikultur’ og ‘flerkultur’ anvendes til at beskrive en mangfoldighed af kulturer, upåagtet om de måtte være i samspil mellem hinanden eller eksisterer uberørt af hinanden, side om side i parallelstrukturer, adskiller ‘interkultur’ sig fra de andre begreber ved fremhævelsen af, at der foregår et samspil og en interaktion mellem kulturerne.

## Alment anerkendt definition
I UNESCOs konvention om kulturel mangfoldighed fra 2005 defineres “interkulturalitet” som “det forhold, at der findes og foregår et ligeværdigt samspil mellem forskellige kulturer, og at der er mulighed for at skabe fælles kulturelle udtryk gennem dialog og gensidig respekt.” Det betyder i en kulturpolitisk sammenhæng, at der på én gang er respekt for både forskelle og muligheder for at skabe nye hybride kulturelle og kunstneriske former.

## Interkulturelle begreber
Betegnelserne ‘interkultur’ og ‘interkulturel’ (engelsk: ‘interculture’ og ‘intercultural’) vandt indpas i Danmark i det første årti af det 21. århundrede og ses i dag anvendt i forbindelse med en række ord som eksempelvis 'interkulturel kommunikation', 'interkulturelle kompetencer', ‘interkulturel pædagogik’, 'interkulturelt samfund', 'interkulturel kunstner’, ‘kunstnere med interkulturel baggrund’, med flere, som i dag opfattes som begreber med specifikke betydninger.

## Historik
Før 1990erne blev begrebet ‘interkultur’ generelt ikke anvendt på dansk og figurerede ikke i ordbøgerne. Når ordet blev anvendt på engelsk, blev det stavet med en bindestreg, fordi det var et nyt ord sammensat af ‘inter’ (mellem) og ‘culture’ (kultur): ‘inter-culture’. I løbet af 2000-tallet forsvandt denne bindestreg i det engelske sprog og blev til det nye ord ‘interculture’.
Begrebet blev internationalt anerkendt i hele verden, da først UNESCO definerede og benyttede det i sin ‘konvention om kulturel mangfoldighed’, der blev publiceret i 2005, og derefter EU besluttede sig for at gøre 2008 til EUs ‘Year of Intercultural Dialogue’.
I Danmark etableredes et ‘Center for Kunst & Interkultur’ i januar 2009, som siden har arbejdet for at udbrede kendskabet til begrebet og dets implikationer. Statens Kunstråd oprettede et ‘Interkulturelt rådgivningsprojekt’ i 2010.